# 모로타이섬
모로타이섬(인도네시아어: Pulau Morotai)는 인도네시아 말루쿠 제도에 위치한 섬 가운데 하나이다. 할마헤라섬의 북쪽에 위치한 말루쿠우타라 주의 일부이며, 인도네시아 최북단의 섬 중 하나이다. 할마헤라섬과 이 섬 그리고 모로타이 서부 해안 환호초 사이에는 너비 10km에 이르는 모로타이 해협이 있다.

## 역사
15세기에서 16세기에 걸쳐, 모로타이섬은 이슬람 세력권인 테르나테 왕국에 귀속된 섬이었다. 트르나테섬과 할마헤라섬의 해안선을 포함한 지역은 모로(Moro)라고 불렀고, 테르나테 왕국의 광대한 세력권의 중심이었다.
16세기 중반 이 섬에 포르투갈 예수회가 진출했다. 테르나테와 할마헤라의 이슬람 국가 사람들은 개종 활동을 위한 이주에 분노하여, 1571년에 섬에서 선교사들을 추방했다. 이것은 말루쿠 제도 지방에서 포르투갈 세력을 크게 후퇴시킨 결과를 낳았다. 17세기 초, 테르나테 왕국의 세력은 점점 확장했으며, 모로타이섬의 인구 대부분이 섬에서 쫓겨나 할마헤라섬 서해안의 요충지, 도딩가(Dodinga)로 이주 당했다. 또한 1627년과 1628년에 테르나테 왕국의 술탄 함자(Sultan Hamzah)는 감시가 쉬운 트르나테섬, 마라유섬의 기독교 신자를 대부분을 이주시켰다. 이렇게 많은 사람들을 반복 퇴거시킴으로써 테르나테 왕국은 모로타이섬에 영향력을 더했다.
태평양 전쟁 초기, 1942년 상반기에 일본군에 의해 모로타이섬이 점령되었다. 1944년 9월 모로타이섬 전투로 미군이 탈취하였고, 연합군은 필리핀 진공을 위해 이 섬을 활용하였다. 그리하여 1945년 초 필리핀, 5월, 6월 시행된 보르네오 침공의 발판했다. 또한 1945년 10월에 예정되어 있던(일본의 항복에 의해 취소되었지만) 자바 침공을 위한 기지이기도 했다.

## 경제
섬은 깊은 열대 우림으로 덮여 있고, 임업 및 수지의 생산이 활발하다.

## 기후
| Daruba의 기후            | Daruba의 기후 | Daruba의 기후 | Daruba의 기후 | Daruba의 기후 | Daruba의 기후 | Daruba의 기후 | Daruba의 기후 | Daruba의 기후 | Daruba의 기후 | Daruba의 기후 | Daruba의 기후 | Daruba의 기후 | Daruba의 기후 |
| 월                       | 1월           | 2월           | 3월           | 4월           | 5월           | 6월           | 7월           | 8월           | 9월           | 10월          | 11월          | 12월          | 연간          |
| ------------------------ | ------------- | ------------- | ------------- | ------------- | ------------- | ------------- | ------------- | ------------- | ------------- | ------------- | ------------- | ------------- | ------------- |
| 일평균 최고 기온 °C (°F) | 30.0 (86.0)   | 30.0 (86.0)   | 29.9 (85.8)   | 31.1 (88.0)   | 30.6 (87.1)   | 30.3 (86.5)   | 29.8 (85.6)   | 30.8 (87.4)   | 31.1 (88.0)   | 31.5 (88.7)   | 31.4 (88.5)   | 30.5 (86.9)   | 30.6 (87.0)   |
| 일일 평균 기온 °C (°F)   | 26.3 (79.3)   | 26.3 (79.3)   | 26.2 (79.2)   | 27.2 (81.0)   | 26.8 (80.2)   | 26.6 (79.9)   | 26.1 (79.0)   | 26.9 (80.4)   | 27.1 (80.8)   | 27.4 (81.3)   | 27.5 (81.5)   | 26.8 (80.2)   | 26.8 (80.2)   |
| 일평균 최저 기온 °C (°F) | 22.7 (72.9)   | 22.7 (72.9)   | 22.5 (72.5)   | 23.3 (73.9)   | 23.1 (73.6)   | 23.0 (73.4)   | 22.5 (72.5)   | 23.1 (73.6)   | 23.1 (73.6)   | 23.3 (73.9)   | 23.6 (74.5)   | 23.2 (73.8)   | 23.0 (73.4)   |
| 평균 강우량 mm (인치)    | 207 (8.1)     | 182 (7.2)     | 208 (8.2)     | 205 (8.1)     | 217 (8.5)     | 202 (8.0)     | 138 (5.4)     | 122 (4.8)     | 113 (4.4)     | 104 (4.1)     | 168 (6.6)     | 177 (7.0)     | 2,043 (80.4)  |
| 출처: Climate-Data.org   |               |               |               |               |               |               |               |               |               |               |               |               |               |

## 참고 문헌
- Andaya, Leonard (1993). The world of Maluku : eastern Indonesia in the early modern period. 호놀룰루 : 하와이 대학교 출판부
- Villiers, John (1988) Las Yslas de Esperar en Dios : The Jesuit Mission in Moro 1546-1571. Modern Asian Studies 22 (3) : 593-606. (영문)

## 같이 보기
- 모로타이섬 전투